# Міжнародний день спортивного журналіста

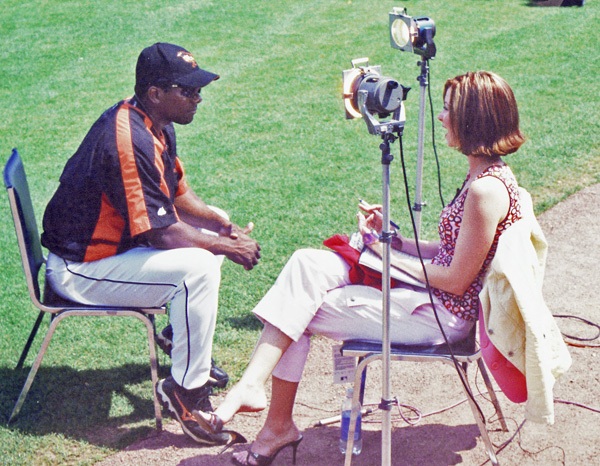
Домініканський бейсболіст Мігель Техада дає інтерв'ю Келлі Джонсон

Міжнародний день спортивного журналіста (англ. International Sports Journalist Day) — професійне свято, яке відзначається щорічно 2 липня.

## Історія виникнення МДСЖ
Міжнародний день спортивного журналіста відзначається з 1995 року за ініціативою Міжнародної асоціації спортивної преси (фр. Association Internationale De La Presse Sportive, AIPS). Організація була утворена 2 липня 1924 року в Парижі й об'єднує близько півтори сотні національних спілок журналістів.

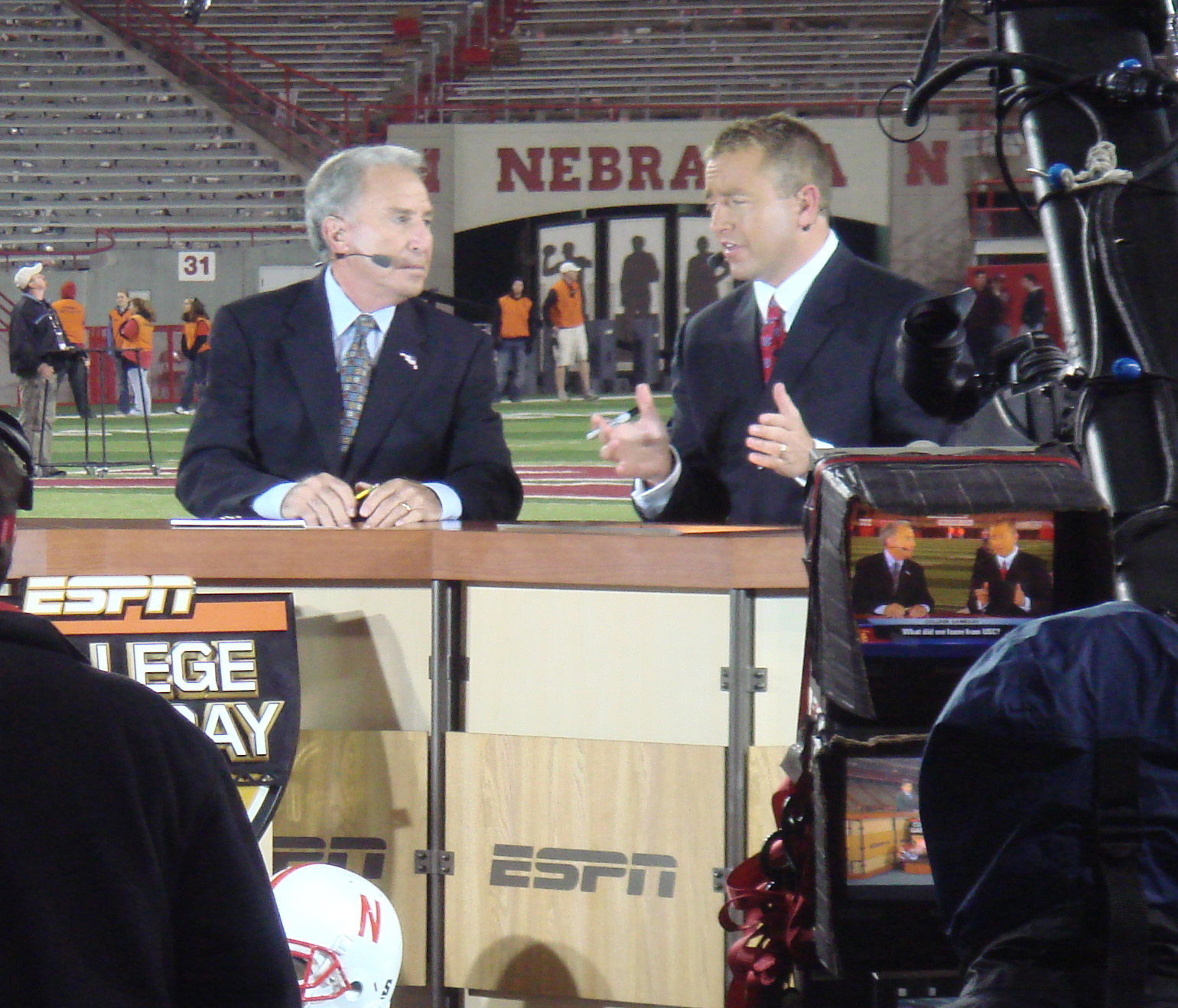
, спортивні ведучі Лі Корсо (ліворуч) та Кірк Гербштрейт (праворуч) у Лінкольні, штат Небраска

## Особливості святкування
У міжнародний день спортивного журналіста AIPS і національні асоціації спортивних журналістів проводять урочисті засідання. У багатьох країнах у цей день нагороджуються найкращі представники засобів масової інформації в області спорту. В Україні в цей день у багатьох редакціях газет, журналів, телевізійних каналів, інформаційних агентств, радіостанцій вшановують найкращих спортивних журналістів.
Ряд видань 2-го липня проводять спеціальні спортивні заходи, участю в яких журналісти пропагують фізкультуру, спорт та здоровий спосіб життя.